# Sigurd Jørgensen (gymnast)
Sigurd Gersdorf Jørgensen, född 15 december 1887, död 14 december 1929, var en norsk gymnast.
Jørgensen tävlade för Norge vid olympiska sommarspelen 1912 i Stockholm, där han var med och tog guld i lagtävlingen i fritt system. 